# A Tarde FM
A Tarde FM é uma emissora de rádio sediada no município de Salvador e vinculada ao Grupo A Tarde de Comunicação. Sua frequência é 103.9 MHz.

## História
Fundada em 01 de dezembro de 1983, mudou em 1986 para FM 104, até o dia 23 de abril de 2006, quando passou por uma reformulação na sua grade de programação e adotou um perfil musical direcionado ao público das classes A e B, deixando de lado a programação popular que adotava até a data e readotando seu antigo nome.
Está situada na sede do jornal A TARDE, na Rua Professor Milton Cayres de Brito, 204, no bairro Caminho das Árvores, em Salvador. Seu sistema irradiante localiza-se na torre da TV Aratu, no bairro da Federação.
Sua equipe tem à frente o veterano Jefferson Beltrão, contando com a equipe de locutores: Rivaldo Luna, Beto Fernandes, Antônio Pitta, Marcos Casteliano e Klaudia Lopez. Na programação e produção está o Design de Áudio Valnei Vianna. Conta também com a colaboração de jornalistas do Jornal A TARDE, nas edições dos informativos jornalísticos, além de nomes de âmbito nacional como Rubens Ewald Filho e Boris Feldman.
A rádio A TARDE FM foi criada em 1983 e vem sempre adequando o seu perfil às mudanças de comportamento e hábitos de consumo dos seus ouvintes. Com uma programação bastante segmentada que mistura música e notícias produzidas pelos jornalistas do jornal A TARDE, do portal A TARDE ON LINE, da Agência A TARDE e da equipe de repórteres e colunistas da rádio, a emissora está entre as mais ouvidas nas classes A/B (Ibope/EasyMedia), na Região Metropolitana de Salvador, uma área que reúne mais de 2 milhões de ouvintes, atingindo mais de 200 dos 417 municípios baianos.

## Programação
- A TARDE Notícias: Os principais acontecimentos da Bahia, do Brasil e do mundo acompanhados de boa música (seg a sex, das 17h às 19h)
- A TARDE Interativa: As músicas mais pedidas do dia através do site (seg a sex, das 20h às 22h/sab das 21h às 22h)
- Auto Papo: Informações e dicas sobre o mercado automobilístico com Boris Feldman (diariamente, às 2h, às 8h e às 18h30)
- Cinema no Rádio: O jornalista Rubens Ewald Filho apresenta lançamentos, novidades e curiosidades sobre a sétima arte (seg a sex às 9h, 15h30 e 20h30/sab e dom às 9h30, 15h30 e 20h)
- Conversa Brasileira: Bate-papo com os nomes que movimentam o cenário musical e cultural do país (domingos, das 21h às 22h)
- Isso é Bahia: As notícias de toda a Bahia, com correspondentes de todo o estado. Apresentação de Jefferson Beltrão e Fernando Duarte (Seg a sex, das 7h às 9h)
- Long Play: o melhor das décadas de 60/70/80 (segunda a sexta, 19h às 20h)
- Love Songs: O melhor das baladas românticas (domingo a quinta, das 22h às 2h)
- Na Pista: Sucessos das boates, flashbacks e remixes exclusivos produzidos pelo DJ Wilson (sab, 22h a 0h)
- Non Stop: Duas horas de música sem intervalos comerciais (seg a sex, das 10h às 12h/sab e dom das 10h às 12h e das 16h às 18h)
- Dicas de Moda: O consultor de imagem Marcos Preto comenta as tendências do mundo da moda (Seg a Sex 9h30 e 17h50)
- Top 20: As canções mais curtidas durante a semana, juntamente com noticias de cultura e lazer (Sab e Dom 7h00 as 09h00)